# Джабу
Джабу́ (крымскотат. Cabu, Джабу) — исчезнувшее село в Джанкойском районе Крыма, располагавшееся на севере района, в степной части Крыма, примерно в 700 м к югу от современного села Яснополянское.

## Динамика численности населения
| - 1805 год — 108 чел. - 1864 год — 17 чел. - 1889 год — 21 чел. | - 1900 год — 41 чел. - 1915 год — 64/3 чел. - 1926 год — 110 чел. |

## История
Первое документальное упоминание села встречается в Камеральном Описании Крыма… 1784 года, судя по которому, в последний период Крымского ханства Джабу входил в Дип Чонгарский кадылык Карасубазарского каймаканства. После присоединения Крыма к России (8) 19 апреля 1783 года, (8) 19 февраля 1784 года, именным указом Екатерины II сенату, на территории бывшего Крымского Ханства была образована Таврическая область и деревни были приписаны к Перекопскому уезду. После Павловских реформ, с 1796 по 1802 год, входили в Перекопский уезд Новороссийской губернии. По новому административному делению, после создания 8 (20) октября 1802 года Таврической губернии, Джабу был включён в состав Биюк-Тузакчинской волости Перекопского уезда.
По Ведомости о всех селениях в Перекопском уезде состоящих с показанием в которой волости сколько числом дворов и душ… от 21 октября 1805 года в деревне Джабу числилось 17 дворов и 108 жителей крымских татар. На военно-топографической карте 1817 года деревня не обозначена, но, согласно «Ведомости о казённых волостях Таврической губернии 1829 года», составленной после реформы волостного деления 1829 года, Джабу остался в составе Тузакчинской волости. На карте 1836 года в деревне 16 дворов. На карте 1836 года в деревне 16 дворов. Затем, видимо, в результате эмиграции крымских татар, деревня заметно опустела и на карте 1842 года Джабу обозначен условным знаком «малая деревня», то есть менее 5 дворов.
В 1860-х годах, после земской реформы Александра II, деревню включили в состав Бурлак-Таминской волости. В «Списке населённых мест Таврической губернии по сведениям 1864 года», составленном по результатам VIII ревизии 1864 года, Джабу — общинная деревня, с 2 дворами и 17 жителями при колодцах. По обследованиям профессора А. Н. Козловского начала 1860-х годов, в селении «… нет ни колодцев, ни запруд, ни проточных вод», имелись только копани (выкопанная на месте с близким залеганием грунтовых вод яма) глубиной от 3 до 5 саженей (от 6 до 10 м) с солоноватой водой, которая «высыхает совершенно в сухое время». На трёхверстовой карте Шуберта 1865—1876 года в деревне обозначены те же 2 двора, а, согласно «Памятной книжке Таврической губернии за 1867 год», деревня была покинута жителями в 1860—1864 годах, в результате эмиграции крымских татар, особенно массовой после Крымской войны 1853—1856 годов, в Турцию и оставалась в развалинах. В «Журнале Перекопских чрезвычайных земских собраний 1868 и 1869 г.» описана поездка Нейзацкого пастора в деревню Джабу к эстонцам (имение колониста Шпехта). Других упоминаний об эстонском населении Джабы пока не встречалось. В «Памятной книге Таврической губернии 1889 года», по результатам Х ревизии 1887 года, в деревне числилось 3 двора и 21 житель.
После земской реформы 1890 года Джабу отнесли к Богемской волости, но в «…Памятной книжке Таврической губернии на 1892 год» селение не упоминается. По «…Памятной книжке Таврической губернии на 1900 год» на хуторе Джаба товарищества крестьян числился 41 житель в 5 дворах. На 1914 год в селении действовала земская школа. По Статистическому справочнику Таврической губернии. Ч.II-я. Статистический очерк, выпуск пятый Перекопский уезд, 1915 год, в деревне Джаба Богемской волости Перекопского уезда числилось 6 дворов (все дворы с землёй) с татарским населением в количестве 64 человек приписных жителей и 3 — «посторонних», из которых 40 мужчин и 27 женщин. Жители владели 350 десятинами удобной земли. В хозяйствах имелось 45 лошадей, 20 коров и 80 голов мелкого скота.
После установления в Крыму Советской власти, по постановлению Крымревкома от 8 января 1921 года № 206 «Об изменении административных границ» была упразднена волостная система и в составе Джанкойского уезда был создан Джанкойский район. В 1922 году уезды преобразовали в округа. 11 октября 1923 года, согласно постановлению ВЦИК, в административное деление Крымской АССР были внесены изменения, в результате которых округа были ликвидированы, основной административной единицей стал Джанкойский район и село включили в его состав. Согласно Списку населённых пунктов Крымской АССР по Всесоюзной переписи 17 декабря 1926 года, в селе Джаба Тереклынского сельсовета Джанкойского района, числился 21 двор, все крестьянские, население составляло 110 человек, из них 104 русских, 4 украинца, 2 записаны в графе «прочие». На одноимённом хуторе — 2 двора и 7 человек, все русские. Село Джаба, как довольно крупное, обозначено на 5-километровой карте 1938 года и на километровой карте Генштаба 1941 года, но уже на подробной карте РККА северного Крыма 1941 года на месте селения — птицеферма и кошара, а на двухкилометровке РККА 1942 года его вообще нет.